# Hanna Klingborg
Hanna Sigun Klingborg, tidigare Wallmark, född 22 mars 1980 i Hedvig Eleonora församling, Stockholms län, är en svensk politiker (miljöpartist). 

## Biografi
Hanna Klingborg föddes 1980 i Hedvig Eleonora församling, Stockholm. Hon slutade som kommunalråd i Södertälje kommun 2020 och bytte plats med kollegan Lars Greger som gruppledare för Miljöpartiet i Södertälje kommun.  Klingborg valdes 18 november 2023 in som ledamot i Miljöpartiets partistyrelse.